# Melanosphecia
Melanosphecia là một chi bướm đêm thuộc họ Sesiidae.

## Các loài
- Melanosphecia atra  Le Cerf, 1916
- Melanosphecia auricollis (Rothschild, 1912)
- Melanosphecia dohertyi Hampson, 1919
- Melanosphecia funebris (Rothschild, 1911)